# Пішково (Богородський міський округ)
Пі́шково (рос. Пешково) — присілок у складі Богородського міського округу Московської області, Росія.

## Населення
Населення — 110 осіб (2010; 119 у 2002).
Національний склад (станом на 2002 рік):
- росіяни — 99 %